# Valeri Fuster
Valeri Fuster (València, segle xvi – València, segle xvi) fou un poeta valencià.
La seva poesia s'emmarca en l'Escola Satírica Valenciana, un grup de poetes valencians de finals del segle xv i principis del segle xvi que destaquen per poesies de to sarcàstic, humorístic o eròtic. Aquest grup iniciat per autors com Bernat Fenollar o Jaume Gassull, va tenir continuadors durant el segle xvi com Jaume Siurana, Lluís Joan Valentí, Andreu Martí Pineda o Valeri Fuster.
El 1971 el cantautor Raimon va publicar una versió musicada del poema Cançó de les dones de Fuster.